# Rieskaronmäki
Rieskaronmäki är en moränås i Nakkila i landskapet Satakunta.
Vid utgrävningar i Rieskaronmäki 1960–1961 och 1963–1964 frilades en husgrund, en hyddbotten och 11–12 välbevarade ståtliga gravrösen från bronsåldern. Bronsåldershuset som är tämligen unikt i Finland, hade jordgolv och mätte 12 gånger 5,5 meter, väggarna har delvis varit byggda av torv, delvis av risflätning, som sedan rappats med lera. I huset hittades bland annat ben av nötkreatur, får eller get, hund, bäver och hare. Även den lilla hyddan har haft lerslammade väggar. Samtliga rösen är undersökta och väldokumenterade. Flera rösen innehöll bronsföremål, vilket är tämligen sällsynt; i grav 86 låg en armring och ett stycke flinta, i grav 87 fanns en vriden halsring och en knapp, i röset 89, som innehöll ett flertal begravningar, två pincetter, en rakkniv (?) och en kam.